# Municipio de Almont
El municipio de Almont (en inglés: Almont Township) es un municipio ubicado en el condado de Lapeer en el estado estadounidense de Míchigan. En el año 2010 tenía una población de 6583 habitantes y una densidad poblacional de 68,75 personas por km².

## Geografía
El municipio de Almont se encuentra ubicado en las coordenadas 42°56′1″N 83°2′42″O / 42.93361, -83.04500. Según la Oficina del Censo de los Estados Unidos, el municipio tiene una superficie total de 95.76 km², de la cual 94,95 km² corresponden a tierra firme y (0,85 %) 0,81 km² es agua.

## Demografía
Según el censo de 2010, había 6583 personas residiendo en el municipio de Almont. La densidad de población era de 68,75 hab./km². De los 6583 habitantes, el municipio de Almont estaba compuesto por el 95,79 % blancos, el 0,15 % eran afroamericanos, el 0,21 % eran amerindios, el 0,23 % eran asiáticos, el 2,75 % eran de otras razas y el 0,87 % eran de una mezcla de razas. Del total de la población el 4,37 % eran hispanos o latinos de cualquier raza.